# 科爾諾巴伊托內山

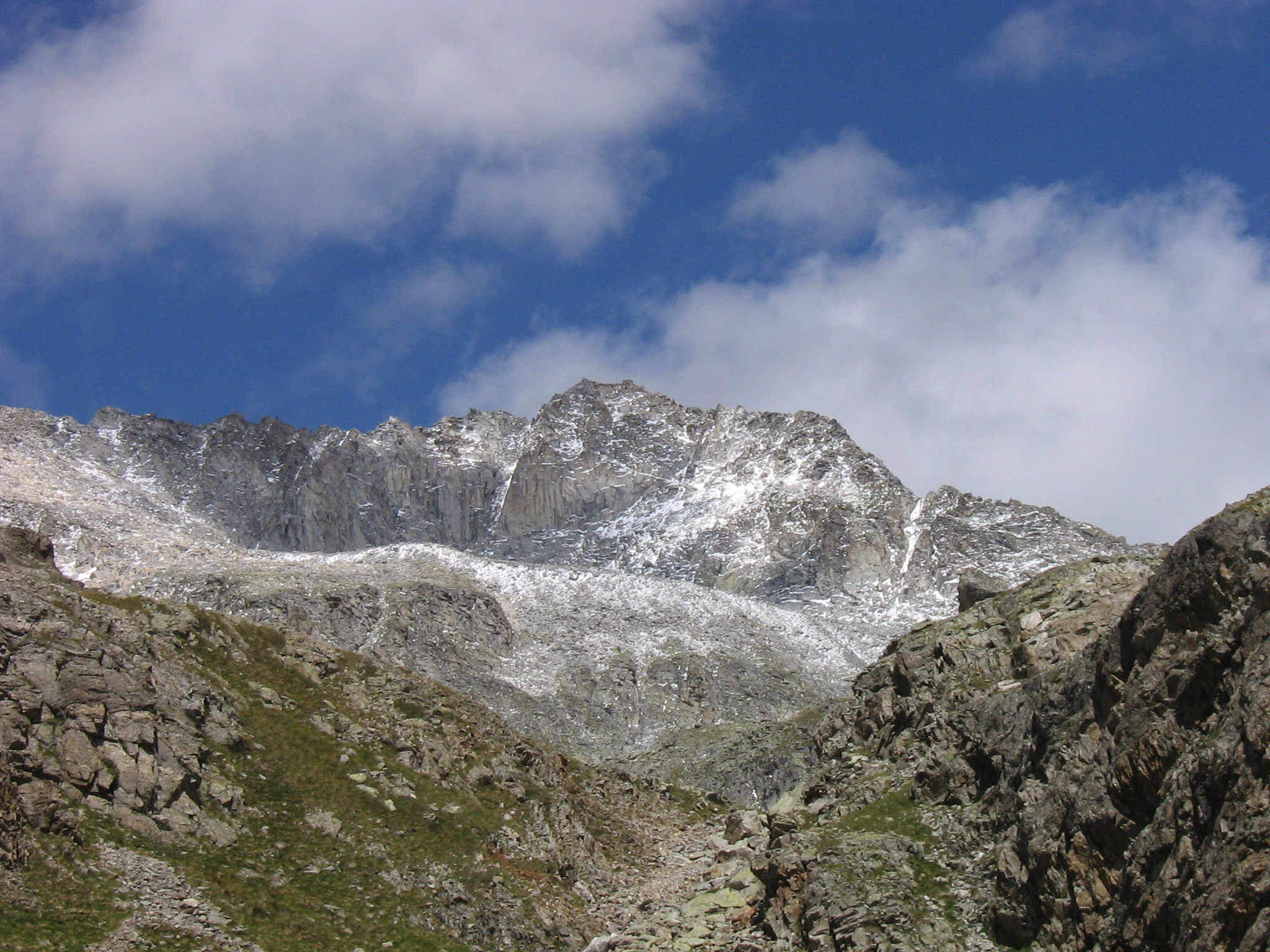

46°06′N 10°16′E / 46.100°N 10.267°E
科爾諾巴伊托內山（義大利語：Corno Baitone），是意大利的山峰，位於該國北部，由倫巴第大區負責管轄，屬於阿達梅洛-普雷薩內拉阿爾卑斯山脈的一部分，海拔高度3,331米，每年平均降雨量1,386毫米。